# Petru Cazacu
Petru Cazacu (n. 6 octombrie 1873, Chișinău – d. august 1956, București) a fost un doctor în medicină, istoric, publicist și om politic român originar din Basarabia. Ultimul prim-director al Republicii Democratice Moldovenești autonome în componența României.

## Biografie
A urmat școala primară și Seminarul Teologic la Chișinău, după care a studiat și absolvit Facultatea de Medicină din București, în 1900. A revenit în Basarabia în ianuarie 1918, iar la 2 aprilie 1918 a fost  cooptat în Sfatul Țării, delegat de Comitetul Central Executiv al Sfatului delegaților soldați și ofițeri. A fost succesiv medic de plasă, de oraș și de județ în România. A publicat studii cu privire la istoria Basarabiei și pe teme medicale în revistele Viața Românească (articolul O sută de ani de robie, 1912), Viața Basarabiei (articolul Note pe marginea campaniei de pe Prut din 1711, 1935) și alte publicații.

## Viață politică
După 27 martie 1918 a fost Director General la Finanțe și președinte al Consiliului Directorilor Generali ai Basarabiei. După Unirea Basarabiei cu România a fost director general al  Serviciului Sanitar din Iași și Secretar general în Ministerul Sănătății. În anii 1931 și 1933 a fost deputat de Bălți în Parlamentul României.
S-a stins din viață la București, în luna august a anului 1956 și a fost înmormântat la Cimitirul Sfânta Vineri.

## Scrieri
- Istoria farmaciilor din România (premiată de Academia Română)
- Moldova dintre Prut și Nistru. 1812-1918. Chișinău, Ed. Știința, 1992
- Zece ani de la Unire: Moldova dintre Prut și Nistru  1918-1928,  București, Tipografia ziarului Universul, 1928